# Liste der Baudenkmäler in Wengen (Südtirol)
Die Liste der Baudenkmäler in Wengen (ladinisch La Val, italienisch La Valle) enthält die elf als Baudenkmäler ausgewiesenen Objekte auf dem Gebiet der Gemeinde Wengen in Südtirol.
Basis ist das im Internet einsehbare offizielle Verzeichnis der Baudenkmäler in Südtirol. Dabei kann es sich beispielsweise um Sakralbauten, Wohnhäuser, Bauernhöfe und Adelsansitze handeln. Die Reihenfolge in dieser Liste orientiert sich an der Bezeichnung, alternativ ist sie auch nach der Adresse oder dem Datum der Unterschutzstellung sortierbar.

## Liste
| Foto |                 | Bezeichnung                                                                              | Standort                     | Eintragung                   | Beschreibung                                                                                         | Metadaten                                       |
| ---- | --------------- | ---------------------------------------------------------------------------------------- | ---------------------------- | ---------------------------- | --- | ----------------------------------------------- |
| ja   | Datei hochladen | Alte Pfarrkirche St. Genesius mit Friedhofskapelle und Kirchplatz in Altwengen ID: 18000 | 46° 39′ 38″ N, 11° 55′ 55″ O | 24. Okt. 1983 (BLR-LAB 6145) | 1930 abgebrochene Kirche, spätgotischer Spitzturm und hochmittelalterliche Friedhofskapelle erhalten | KG: Wengen Bauparzelle: 1, 2 Grundparzelle: 1   |
| ja   | Datei hochladen | Alter Widum ID: 18001                                                                    | 46° 39′ 37″ N, 11° 55′ 56″ O | 24. Okt. 1983 (BLR-LAB 6145) | Widum mit barockem Fassadenfresko                                                                    | KG: Wengen Bauparzelle: 4                       |
| ja   | Datei hochladen | Colz ID: 18009                                                                           | 46° 39′ 11″ N, 11° 56′ 50″ O | 24. Okt. 1983 (BLR-LAB 6145) | Wohnhaus mit Krüppelwalmdach, barocker Haustür und gemalten Fensterumrahmungen                       | KG: Wengen Bauparzelle: 293                     |
| ja   | Datei hochladen | Ehemaliges Gasthaus Unterwirt ID: 18002                                                  | 46° 39′ 37″ N, 11° 55′ 58″ O | 24. Okt. 1983 (BLR-LAB 6145) | Haus mit barocker Fassadenmalerei ober der Haustür                                                   | KG: Wengen Bauparzelle: 6                       |
| ja   | Datei hochladen | Kornkasten in Pastrogn ID: 18007                                                         | 46° 40′ 12″ N, 11° 54′ 31″ O | 17. Okt. 1988 (BLR-LAB 6775) | spätgotischer Kornkasten, im 18. Jahrhundert zu Kapelle umfunktioniert                               | KG: Wengen Bauparzelle: 196                     |
| ja   | Datei hochladen | Mühle in Rumestluns ID: 18010                                                            | 46° 39′ 5″ N, 11° 56′ 35″ O  | 24. Okt. 1983 (BLR-LAB 6145) | Mühle, Fresko über barocker Haustür                                                                  | KG: Wengen Bauparzelle: 311, 555                |
| ja   | Datei hochladen | Neue Pfarrkirche St. Genesius mit Friedhof ID: 18005                                     | 46° 39′ 27″ N, 11° 55′ 28″ O | 24. Okt. 1983 (BLR-LAB 6145) | von 1868 bis 1874 erbaute Kirche in historisierenden Formen                                          | KG: Wengen Bauparzelle: 33/4 Grundparzelle: 173 |
| ja   | Datei hochladen | Promberg ID: 18008                                                                       | 46° 39′ 23″ N, 11° 54′ 24″ O | 15. Feb. 1985 (BLR-LAB 698)  | spätgotischer Rundholzblockbau mit gemauertem Kornkasten                                             | KG: Wengen Bauparzelle: 213/1                   |
| ja   | Datei hochladen | Rü ID: 18004                                                                             | 46° 39′ 26″ N, 11° 55′ 55″ O | 24. Okt. 1983 (BLR-LAB 6145) | Ansitz mit spätgotischem Kern, später erweitert, 1636 erbaute Hauskapelle                            | KG: Wengen Bauparzelle: 23                      |
| ja   | Datei hochladen | Rungg ID: 18006                                                                          | 46° 39′ 52″ N, 11° 55′ 42″ O | 24. Okt. 1983 (BLR-LAB 6145) | Ansitz                                                                                               | KG: Wengen Bauparzelle: 107                     |
| ja   | Datei hochladen | St. Barbara ID: 18003                                                                    | 46° 39′ 34″ N, 11° 55′ 51″ O | 24. Okt. 1983 (BLR-LAB 6145) | spätgotische Kirche mit Spitzturm                                                                    | KG: Wengen Bauparzelle: 18                      |

Falls bei einem Baudenkmal keine Koordinaten bekannt sind, werden ersatzweise die Katasterdaten zum Zeitpunkt der Unterschutzstellung angegeben. Diese sind weder offiziell noch zwingend aktuell.
Die vom Landesdenkmalamt übernommenen Adressen können veraltet sein.
| Foto:   | Fotografie des Denkmals. Klicken des Fotos erzeugt eine vergrößerte Ansicht. Daneben finden sich zwei Symbole: |
| ID      | Identifikator beim Südtiroler Landesdenkmalamt                                                                 |
| KG      | Katastralgemeinde                                                                                              |
| MD      | Ministerialdekret                                                                                              |
| BLR-LAB | Beschluss der Landesregierung – Landesausschussbeschluss                                                       |